# Monardia stirpium
Monardia stirpium är en tvåvingeart som beskrevs av Jean-Jacques Kieffer 1895. Monardia stirpium ingår i släktet Monardia och familjen gallmyggor. Arten är reproducerande i Sverige. Inga underarter finns listade i Catalogue of Life.